# 石光龍
石光龍（？—1647年1月17日（隆武二年十二月十三）），九江府都昌縣人，南明軍事人物。

## 生平
石光龍有智慧勇氣、精通騎射，作戰時光著腳；用鳥銃百步內三發，每發一定射穿鎧甲，致人死地，人們都稱呼他為「黑子」，又叫「赤足黑先鋒」。隆武二年（1646年）九月，他和了空奉嘉興王某在饒州、建德縣、東流起兵，部下幾萬人，擊敗清朝將領朱文美、潘永禧，幾乎捉住他們，南明朝廷授與石光龍總兵官職。至十二月十三日，石光龍會合童蘭二千人在堯城渡戰敗，童蘭、嘉興王及文臣陳泗一、軍師劉應龍、都督總兵胡國龍、副總兵孫日昇、朱國達、守備金文貴、千總陳一之戰死；協同作戰的部隊也在彭澤被打敗，文臣項三六、劉太、葉嘉、周道達、總兵汪德甫、副總兵朱盛、費興、汪太青、都司汪啟棟、莫大忠戰死。他退保都昌，攻城不利，不久於湖口、彭澤、東流、建德間出沒，下午在戰事中箭死。

## 引用
1. 1 2  錢海岳《南明史·卷四十七·列傳第二十三》：（石）光龍，都昌人。智勇精騎射，戰則跣足。使鳥銃，百步三發，發必洞胸穿札，所當無不死者，人呼黑子，又呼赤足黑先鋒。隆武二年九月，與了空奉嘉興王起兵饒州、東流、建德，眾幾萬人，破清將朱文美、潘永禧，幾執之，授總兵。
2. ↑  錢海岳《南明史·卷四十七·列傳第二十三》：十二月十三日，合童蘭二千人至堯城渡戰敗，蘭死；王及文臣陳泗一，軍師劉應龍，都督總兵胡國龍，副總兵孫日昇、朱國達，守備金文貴，千總陳一之戰死【，】別部亦敗於彭澤，文臣項三六、劉太、葉嘉、周道達，總兵汪德甫，副總兵朱盛、費興、汪太青，都司汪啟棟、莫大忠戰死。光龍退保都昌，攻城不利，後出歿湖、彭、東、建間。一夕大醉戰，中矢死。